# Martín Gómez (Fußballspieler, 1989)
Martín Antonio Gómez Rodríguez (* 14. Mai 1989) ist ein panamaischer Fußballspieler.

## Karriere

### Klub
Er begann seine Karriere 2006 bei Atlético Chiriquí. Zur Saison 2011/12 wechselte er dann zum San Francisco FC, wo er auch noch bis heute spielt. 

### Nationalmannschaft
Seinen ersten Einsatz für die Nationalmannschaft von Panama hatte er am 18. März 2009 bei einer 0:1-Freundschaftsspielniederlage gegen Trinidad und Tobago. Hier wurde er zur 77. Minute für Víctor Herrera eingewechselt. Darauf folgten dann auch noch einige Freundschaftsspiele im Jahr 2010 sowie eines im Jahr 2011. Danach wurde er über viele Jahre lang nicht mehr in den Kader der Nationalmannschaft berufen. Erst am 18. Februar 2016 war er wieder bei einer Partie gegen El Salvador dabei und spielte dort auch über die volle Spielzeit. Sein einziges Turnier wurde dann die Copa América Centenario 2016, wo er zwar im Kader stand, jedoch nicht zum Einsatz kam. Seinen letzten Einsatz in einem Spiel für die Nationalelf, bestritt er danach am 11. August 2016 bei einem 0:0 gegen Guatemala. Danach stand er zwar noch einmal im Kader, wurde hier jedoch nicht eingesetzt.